# 11830 Джесініус
11830 Джесініус (11830 Jessenius) — астероїд головного поясу, відкритий 2 травня 1984 року.
Тіссеранів параметр щодо Юпітера — 3,581.